# Sirdar (montañismo)
Un sirdar o sardar, en montañismo, es un guía de alta montaña que dirige a todos los demás guías en una expedición de escalada o grupo de trekking. Este término, aunque se utiliza principalmente para los sherpas en el Himalaya, también es usado para los hunzas en la cordillera del Karakórum.
La etimología del término está estrechamente relacionada con la de sardar ("comandante"). Sirdar es la ortografía más común utilizada en la mayoría de la literatura de montañismo en inglés y otros idiomas occidentales. El sirdar suele ser el guía con más experiencia y, por lo general, suele hablar inglés con fluidez. 

## Responsabilidades
Las principales responsabilidades de un sirdar incluyen:
- Asignación de responsabilidades a los demás guías.
- Mediación entre los montañeros y los porteadores y los lugareños.
- Contratación y pago a los  porteadores locales.
- Compra de comida local durante la expedición.
- Toma de la decisión final ante las diferentes opciones de ruta.
- Gestionar otras logísticas de la expedición, como tratar con funcionarios del gobierno o la policía.
- Monitorear el progreso al acercarse al campamento base y, en expediciones más grandes, el transporte de cargas a los campamentos altos.[1]

La progresión normal para alcanzar el cargo de sirdar generalmente implica comenzar como porteador, convertirse en asistente de cocina, llegar a ser guía asistente y finalmente convertirse en sirdar. Los sirdares normalmente no transportan cargas, aunque puedan hacerlo en ocasiones, como cargar la mochila de un cliente que tiene dificultades por el mal de altura. La denominación a veces es calificado como cuando existen expediciones que disponen de un sirdar general, y otros en papeles subsidiarios específicos, como el sirdar del campamento base o el sirdar de caída del hielo.